# 林耕史
林 耕史（はやし こうし、1960年5月 - ）は、日本の美術家教育者。
専門は彫刻。彫刻家としても名が高い。
群馬大学教育学部美術教育講座教授、群馬大学教育学部附属幼稚園園長。国画会会員。

## 略歴・人物
- 1960年5月　長野県で出生
- 1994年3月　現代日本具象彫刻展出品
- 1994年9月　第68回国展彫刻部奨励賞
- 1997年3月　長野県展信州美術会賞
- 2009年4月　群馬大学教育学部美術教育講座准教授

## 研究分野
主に美術教育学・彫刻
- 廃木材等を用いた「寄木技法」による彫刻の研究
- 彫刻を通した美術教育
- 間伐材・低質材等の木材資源を有効利用する造形用素材及び環境教育教材の開発

## 受賞
- 財団法人日本教育研究連合会教育研究賞　（2009年）

## 著書・論文

### 著書
- 『美術科教育の基礎知識』　（株式会社建帛社、2010年）
- 『図画工作・美術教育研究 第三版』（教育出版株式会社、2010年）
- 『図工の授業ってどうなってるの？－「中１ギャップ」克服の第一歩－』（日本文教出版、2009年）
- 『小学校教育課程講座　図画工作』（株式会社ぎょうせい、2008年）
- 『小学校学習指導要領の解説と展開　図画工作編』（教育出版株式会社、2008年）
- 『図工の授業をデザインする』 （株式会社東洋館出版社、2008年）
- 『子ども力を高める授業』（株式会社図書文化社、2008年）
- 『国際教育協力ハンドブック －現職派遣教員のための実践事例集－』（筑波大学附属小学校国際教育協力拠点形成プロジェクト、2008年）
- 『授業でそのまま使える！子どもがグーンと賢くなる面白小話・図工編』 （明治図書出版株式会社、2008年）
- 『図画工作のなぞ』　（株式会社草土文化、2007年）
- 『楽しさひろがる水彩指導はじめの一歩』（学事出版株式会社、2006年）

### 論文
- 『「プロセス」は見ることができるのか』（美育文化、2009年）
- 『「造形的なやりとり」を通した協同的な造形活動の理論と実践-図画工作科教育における意義と可能性－』（日本美術教育研究論集、2009年）
- 『図画工作科で「読解力」が育つ〜マテリアルの「テキスト」としての位置づけ〜』 （教育研究、2008年）
- 『「子ども力」を高める　第4年次　子ども力を高めるカリキュラム』　（筑波大学附属小学校研究紀要、2008年）
- 『図画工作科の教科書のあり方とは』 （教育研究、2007年）
- 『「子ども力」を高める　第3年次　子ども力を高める指導法（2）』 （筑波大学附属小学校研究紀要、2007年）
- 『格差と競争、その量的な評価軸からの転換』　（教育研究、2007年）
- 『図画工作・美術で子どもたちの側から始まる教育再生を』 （Forme、2007年）
- 『「子ども力」を高める　第2年次　子ども力を高める指導法（1）』（筑波大学附属小学校研究紀要、2006年）
- 『「自分が情報になる」「自分がメディアになる」という感覚』 （Forme、2006年）
- 『「子ども力」を高める　第１年次　子ども力の基礎研究』（筑波大学附属小学校研究紀要、2005年）
- 『「造形的なやりとり」と共生共創の造形授業』（日本美術教育研究論集、2003年）

## 所属学会
- 社団法人日本美術教育連合
- 大学美術教育学会
- 児童造形教育研究会
- 国画会
- 日本教育大学協会全国美術部門